# John Paul Jones (zenész)
John Paul Jones, született John Baldwin (Sidcup, 1946. január 3. –) angol zenész, producer, dalszerző és multi-instrumentalista. A Led Zeppelin basszusgitárosaként és billentyűseként ismerik a legtöbben, de a zenekar 1980-as feloszlását követően sem hagyta abba a zenélést. Jones szólókarrierje alatt hatalmas elismerést szerzett mind a zenészek, mind a producerek körében. Rengeteg hangszeren képes játszani, ilyen például a gitár, a basszusgitár, a steel gitár, a slide gitár, az ukulele, a szitár, a cselló, a zongora, a szintetizátor, a mandolin és a három sávos hangfelvevő, amit a Led  Zeppelin "Stairway to Heaven" című számában hallhatunk.
Az AllMusic szerint Jones " nyomot hagyott a rock and roll zene történetében, mint innovatív zenész, hangszerelő, és rendező". Jones olyan zenészeknek szolgált inspirációként, mint John Deacon, Geddy Lee, Steve Harris, Flea, Gene Simmons, és Krist Novoselic.
Jones jelenleg része a Them Crooked Vultures nevű supergroupnak, ahol Josh Homme-mal (Queens of the Stone Age/Kyuss/Eagles of Death Metal) és Dave Grohl-lal (Nirvana/Foo Fighters) dolgozik együtt. A zenekarban – amely 2009. november 17-én adta ki debütáló, azonos című albumát – basszusgitárosként és zongoristaként működik közre.

## Pályafutása

### Fiatalkora
Jones a kenti Sidcup városkában született, ami ma már Nagy-London része. Hatéves korában kezdett zongorázni tanulni apjától, Joe Baldwintól, aki zongorista volt big bandekben az 1940-es és 1950-es években. Anyja egy zenei vállalkozásban dolgozott, ezért a család gyakran turnézott Anglia-szerte. Korai hatásai a blues zenész Big Bill Broonzy, a dzsessz zenész Charles Mingus, és Sergey Rachmaninov, zongorista.
Szülei a gyakori turnézásuk miatt bentlakásos iskolában taníttatták a Christ's College-ban, ahol zenét tanult. 14 éves korára már kórusvezető és orgonista volt a helyi templomban, és még abban az évben megvette első basszusgitárját, egy 1961-es Fender Jazz Basst, amelyet 1975-ig használt. Jones, elmondása szerint Phil Upchurch You Can't Sit Down című LP-jén hallott basszusszóló hatására kezdett el játszani.

### Session-évek
Jones 15 évesen csatlakozott első zenekarához, a The Deltas-hoz. Ekkor basszusgitározott még egy londoni jazz-zenekarban, a Jett Blacks-ben, ahol játszott John McLaughlin gitáros is. Jones nagy áttörése volt, amikor Jet Harris és Tony Meehan felvették a sikeres angol zenekarba a The Shadows-ba két évre, 1962-ben. Kicsivel korábban Jonesnak, Harrisnek és Meehannek volt egy listavezető száma, a "Diamonds" (amelyben Jones későbbi zenekartársa, Jimmy Page is játszott).
1964-ben, Meehan javaslatára, Jones a Decca Records-nál vállalt stúdió session munkát. Ettől kezdve több száz felvételen játszott, egészen 1968-ig. Később kiterjesztette stúdiómunkáját a billentyűsökre, a hangszerelésre, amik miatt sokan keresték fel. dolgozott többek között a Rolling Stonesnak, Herman’s Hermitsnek, Lulunak, Dusty Springfieldnek, Donovannek, Jeff Becknek, Françoise Hardynak, Cat Stevensnek, Rod Stewartnak, és Shirley Basseynek. Nagyon sok session munkát vállalt, elmondása szerint a munkák háromnegyedére már nem is emlékszik.
Ezen stúdiózások alatt vette fel John Paul Jones művésznevet. A név Andrew Loog Oldham nevű barátjától származik, aki látta a John Paul Jones című film plakátját Franciaországban. Első szólófelvétele John Paul Jones néven a "Baja" (írója Lee Hazlewood volt, producere pedig Oldham) / "A Foggy Day in Vietnam" volt, amit a Pye Records adott ki 1964 áprilisában.
Jonesnak naponta két-három munkája volt a hét minden napján. Azonban 1968-ban úgy érezte, hogy kiégett: „Hónaponként 50 vagy 60 dolgot kellett megcsinálnom, majdnem megölt engem a sok munka”.

### Led Zeppelin

#### Megalakulás
A session munkák alatt Jones gyakran összefutott Jimmy Page-dzsel, egy másik session zenésszel. 1966 júniusában, Page csatlakozott a The Yardbirds-höz, melynek 1967-es Little Games című albumán segédkezett Jones. A következő télen a Donovan The Hurdy Gurdy Man című számának munkálatai alatt Jones elmondta Page-nek, hogy szeretné, ha egy gitáros is része lenne a projektjeinek. Ugyanabban az évben a Yardbirds feloszlott, és Page, valamint a basszusgitáros Chris Dreja teljesíteni szerették volna a Skandináviában lekötött fellépéseket. Mielőtt az új zenekar megformálódott volna, Dreja kilépett, hogy fotósként dolgozzon. Jones, felesége javaslatára megkérdezte Page-et a betöltendő pozícióról, amire Page azonnal igent mondott.
Az énekes Robert Plant lett, a dobos pedig John Bonham. Ez a kvartett teljesítette a fellépéseket "New Yardbirds" néven. A turné után viszont már Led Zeppelin néven váltak az egész világon ismertté.

#### Szerepe a zenekarban

Jones szimbóluma a Led Zeppelin IV albumon szerepelt először.

Jones szerepe a Led Zeppelinben kulcsfontosságú volt. Noha nem kapott akkora nyilvánosságot, mint Page vagy Plant és erről így nyilatkozott: „Nem érdekel, hogy a háttérben vagyok. Nem szeretnék előtérben játszani, mint Jimmy...hiszem, hogy azt kell csinálnod, ami a dolgod, és mivel basszusgitáros vagyok, ahelyett hogy vezető szerepet akarnék a basszussal, és előtérbe tolnám magamat, inkább egy jó, szilárd basszusfutamot építek fel.” John Bonham dobossal együtt minden bizonnyal a rock egyik legjobb és legprecízebb ritmusszekcióját alkották. Játékával behozta a groove-okat a hard rockba, ugyanakkor soulos vagy funky-s elemekkel is gazdagította az együttes zenei repertoárját. Ugyanakkor billentyűjátéka is színesebbé tette a Led Zeppelin hangzást, nem beszélve a különleges hangszerekről, mint például a mandolin.
Miután 1975-ben lecserélte a Fender Jazz Bass basszusgitárját, Alembic márkájút használt a turnékon (mint ahogy itt is látható),  azonban a stúdióban még mindig Jazzt használ.
Jones billentyűjátéka egy olyan eklektikus dimenziója volt a Led Zeppelinnek, ami megkülönböztette őket egy hétköznapi heavy metal együttestől.
Szimbóluma keresztény jel is, amelyet a gonosz szellemek kiűzésére is használtak. Az 1976-os A dal ugyanaz marad című Led Zeppelin filmben az ő jelenete egy falut fenyegető álarcos lovas banda vezéreként mutatta be őt, aki aztán hazatér családja kebelére, és leveszi maszkját, amint átlépi a küszöböt. Ez feltehetően kettős szerepének, a zenekari tagnak és a családfőnek analógiája volt. „A turnézás megváltoztatja az embert, úgy vélem. Erre akkor jön rá, miután hazatér. Általában hetekig tart, míg az ember rendbe jön, miután olyan sokáig úgy élt, mint egy állat.” Jones jelenetének alapötletét egy 1964-ben készült Walt Disney-produkció, a Dr. Syn kettős élete című történet adta. A turnés őrültségekben nem nagyon vett részt, ragaszkodott hozzá, hogy az ő szállodája külön legyen a többiekétől. Egyszer az egyik este majdnem végzetessé vált számára, mert elaludt joint szívás közben. Érdekesség, hogy míg az 1977-es turnén mindenkinek voltak gyengébb pillanatai (mellényúlások stb.), addig Jones mindig fitt volt, és vitte hátán az egész produkciót. Az utolsó Zeppelin albumra szintén ő került előtérbe, a számok nagy részét szinte csak ő írta, ezért lett annyira populáris és billentyűgazdag.

### A Led Zeppelin után
John Bonham halála miatt az együttes 1980-ban feloszlott. Jones dolgozott többek között, az R.E.M.-al, a Heart-tal, Peter Gabriel-lel, producerkedett a Mission-nál, Foo Fighters-szel, Paul Gilbert-tel. Ugyanakkor saját csapata is van, amivel instrumentális/folkos rockot játszik. A Led Zeppelin 1980 után sokszor összeállt pár fellépés erejéig, ő azonban egyikben sem vett részt, kivéve amikor beválasztották őket a Rock n' Roll hírességek csarnokába, valamint a 2007-es O2 arénában Londonban rendezett Zepp koncerten ahol Ahmet Ertegünre emlékeztek. 2009-ben Josh Homme-mal (Queens of the Stone Age) és Dave Grohl-lal (Foo Fighters) együtt megalapította a Them Crooked Vultures nevű supergroupot, valamint később, november 17-én ki is adták a zenekar nevével azonos című albumukat.

## Felszerelése
- 1961 Fender Jazz Bass (élő előadásokon használja)
- 1951 Fender Precision Bass (a "Black Dog" élő előadásain, 1971–1973 között)
- Gibson EB-1
- Fretless Fender Precision Bass
- Fender Bass V
- Ibanez RD300 Bass
- Gibson mandolin, élő, akusztikus előadásokon használt.
- Andy Manson custom Triple Neck Mandolin, 12 húros & 6 húros akusztikus (élő előadásokon)
- Alembic Triple Omega
- Alembic Series II
- Custom made Pedulla Rapture Bass
- Acoustic Control Corporation 360 Bass Amp
- Hammond orgonák
- Hohner Clavinet
- Hohner Electra-Piano
- Fender Rhodes
- Mellotron
- Steinway zongora
- Yamaha CP-80 zongora
- Symbolic Sound Kyma system
- Korg Trinity szintetizátor
- Yamaha GX1 szintetizátor
- EMS VCS3 szintetizátor
- Moog 15 Modular szintetizátor

## Diszkográfia

### Led Zeppelin

#### Stúdióalbumok
- Led Zeppelin – 1969. január 12.
- Led Zeppelin II – 1969. október 22.
- Led Zeppelin III – 1970. október 5.
- (Led Zeppelin IV) – 1971. november 8.
- Houses of the Holy – 1973. március 28.
- Physical Graffiti – 1975. február 24.
- Presence – 1976. március 31.
- In Through the Out Door – 1979. augusztus 15.
- Coda – 1982. november 19.

#### Koncertalbumok
- The Song Remains the Same – 1976. szeptember 21.
- Led Zeppelin BBC Sessions – 1997. november 11.
- How the West Was Won – 2003. május 27.

#### Válogatásalbumok
- Led Zeppelin Box Set – 1990. szeptember 7.
- Led Zeppelin Remasters – 1992. február 21.
- Led Zeppelin Box Set 2 – 1993. szeptember 21.
- Complete Studio Recordings – 1993. szeptember 24.
- Early Days: The Best of Led Zeppelin Volume One – 1999. november 23.
- Latter Days: The Best of Led Zeppelin Volume Two – 2000. március 21.
- Mothership – 2007. november 12.

#### Kislemezek (USA)
- "Communication Breakdown"/"Good Times Bad Times" – 1969. március 10.
- "Whole Lotta Love"/"Living Loving Maid (She’s Just a Woman)" – 1969. november 7.
- "Immigrant Song"/"Hey Hey What Can I Do" – 1970. november 5.
- "Black Dog"/"Misty Mountain Hop" – 1971. december 2.
- "Rock and Roll"/"Four Sticks" – 1972. február 21.
- "Over the Hills and Far Away"/"Dancing Days" – 1973. május 24.
- "D'yer Mak'er"/"The Crunge" – 1973. szeptember 17.
- "Trampled Under Foot"/"Black Country Woman" – 1975. április 2.
- "Candy Store Rock"/"Royal Orleans" – 1976. június 18.
- "Fool in the Rain"/"Hot Dog" – 1979. december 7.
- "Whole Lotta Love"/"Baby Come on Home"/"Traveling Riverside Blues" – 2000. május 30. (CD kislemez)

### Szólóalbumok
- Scream for Help (1985) (betétdal)
- The Sporting Life (1994), Diamanda Galással
- Zooma (1999)
- The Thunderthief (2001)

### Filmek
- Led Zeppelin: A dal ugyanaz marad (1976)
- Give My Regards to Broad Street (1984)
- The Secret Adventures of Tom Thumb (1993) Zeneszerző
- Risk (1994) Zeneszerző
- Led Zeppelin DVD (2003)